# Enskiktat cylinderepitel
Enskiktat cylinderepitel består av ett lager cylindriska celler. Epitelet är ofta cilierat eller har mikrovilli. Det återfinns i gastrointestinalsystemet från övre magmunnen (Cardia) till anus och i flertalet körtlars utförsgångar och endometriet i livmodern.